# العلاقات الإسرائيلية المصرية

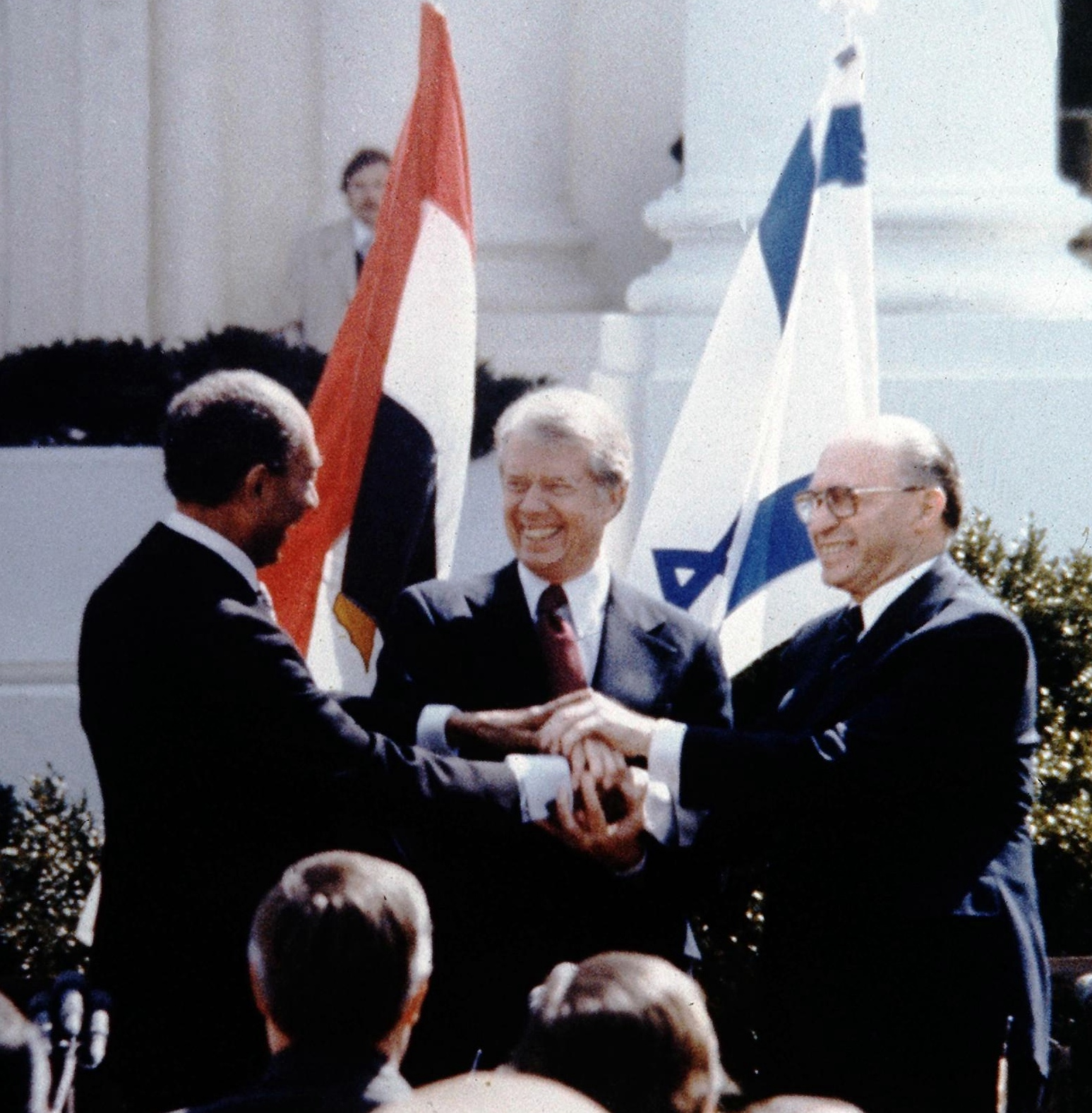
السادات وبيجن وكارتر يتصافحون عقب توقيع اتفاقية كامب ديفيد.

بدأت العلاقات الإسرائيلية المصرية بحالة الحرب بين الدولتين منذ حرب 1948، مرورا بهزيمة لمصر في حرب 1967 خسرت خلالها شبه جزيرة سيناء، تلتها حرب 1973 وانتهت حالة الحرب رسميا مع توقيع معاهدة السلام المصرية الإسرائيلية بعد اتفاقية كامب ديفيد في عهد محمد أنور السادات، وبسبب زيارة السادات الأولى لإسرائيل، كانت مصر ولسنوات أمام مقاطعة عربية شبه شاملة، إذ أنه اعتبر أول اعتراف فعلي من جانب دولة عربية بدولة إسرائيل وتطبيع للعلاقات معها، وظلت مصر الدولة عربية الوحيدة التي توقع إتفاقية مع إسرائيل حتى عام 1994. تبع إتفاقية السلام إقامة علاقات رسمية دبلوماسية بين الدولتين، فلمصر سفارة في تل أبيب وقنصلية في إيلات، ولإسرائيل قنصلية في الإسكندرية وسفارة في القاهرة افتتحت أول مبنى لها في الدقي في 26 فبراير 1980، نقلت لاحقا بعد الرفض الشعبي للوجود الإسرائيلي في مصر، وخروج العديد من المظاهرات والاحتجاجات في كل المدن المصرية، وترديد المتظاهرين للهتاف «قفل سفارة وطرد سفير» الذي اشتهر وأضحى شعبيا.
سحبت مصر سفيرها من إسرائيل عدة مرات، ففي أثناء حكم حسني مبارك، عام 1982 تدهورت العلاقات بين البلدين بسبب الاجتياح الإسرائيلي للبنان، وظلت السفارة المصرية في تل أبيب بدون سفير حتى العام 1986، ومرة أخرى في العام 2000، حيث غاب السفير المصري عن تل أبيب لمدة 5 سنوات بسبب أحداث المسجد الأقصى والانتفاضة الثانية ومرة ثالثة أثناء حكم محمد مرسي عام 2012 احتجاجاً على شن إسرائيل غارات جوية واسعة على قطاع غزة طالت أيضا قياديين في حماس عاد بعدها بثلاث سنوات.
بعد ثورة 25 يناير في مصر، قتلت إسرائيل جنودا مصريين على الحدود بين البلدين في أغسطس 2011، قام متظاهرون باقتحام مبنى السفارة الإسرائيلية في 9 سبتمبر 2011، وأجبروا الدبلوماسيون على المغادرة، بعدها بأربعة سنوات وفي سبتمبر 2015، عاد الدبلوماسيون الإسرائيليون للعمل من السفارة الإسرائيلية في القاهرة بعد تعيين القاهرة لسفير لها في تل أبيب قبلها بعدة شهور.
وفي مجال العلاقات التجارية، وقعت الحكومة المصرية مصر في عام 2004 اتفاقية الكويز مع الولايات المتحدة وإسرائيل، التي تمكن المنتجات المصرية الدخول إلى السوق الأمريكية دون تعريفة جمركية أو حصص كمية بشرط استخدام نسبة 11.7% مكونات إسرائيلية 
وفي عام 2005 وقعت الحكومة المصرية اتفاقية تصدير الغاز المصري لإسرائيل تقضي بالتصدير إليها 1.7 مليار متر مكعب سنويا من الغاز الطبيعي لمدة 12عاما

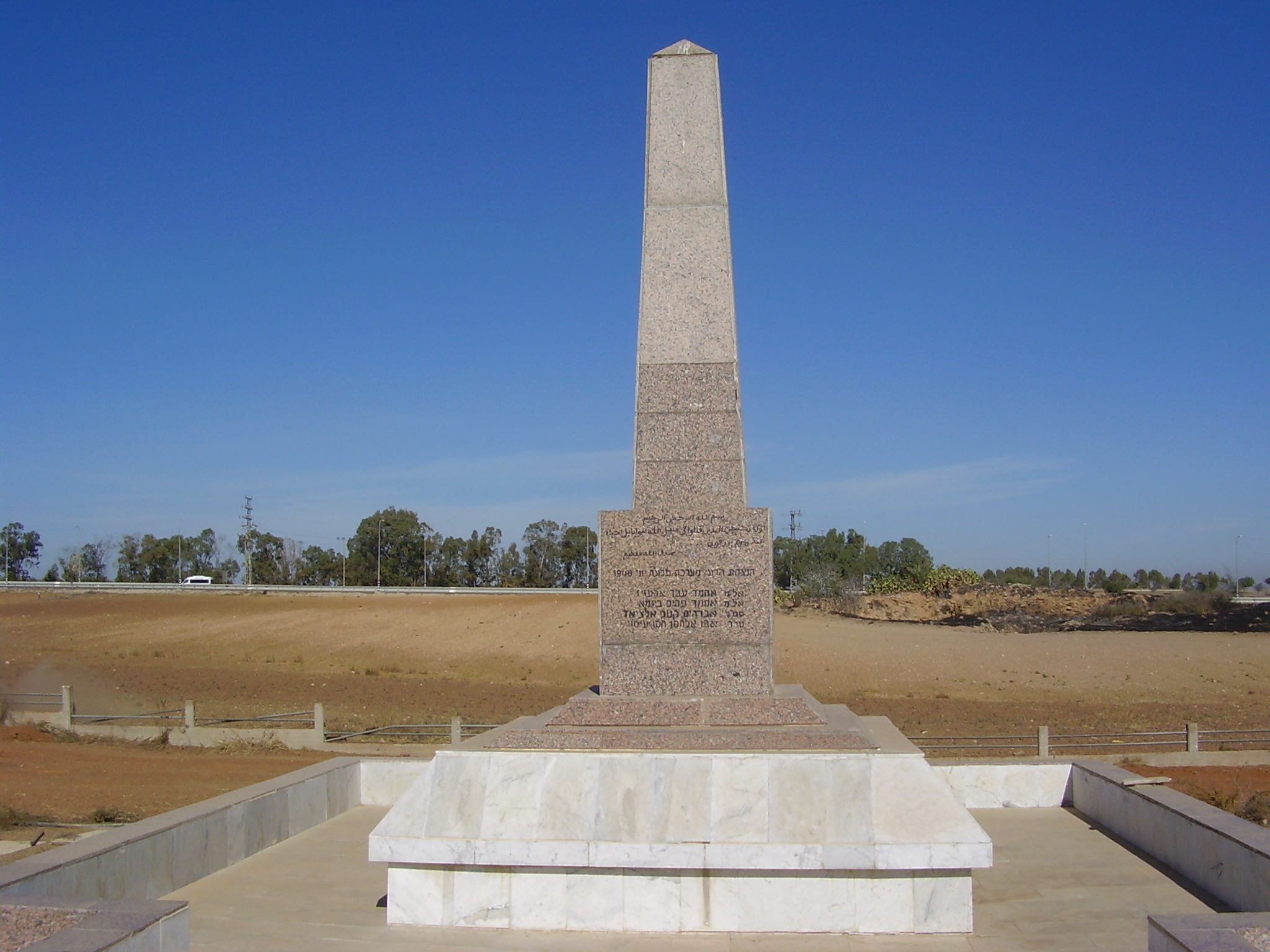
نصب تذكاري لشهداء الجيش المصري عام 1948م في إسرائيل ، وتظهر في اللوحة باللغة العربية كتب فيه : قال الله تعالى : ولا تحسبن الذين قتلوا في سبيل الله أمواتاً بل أحياء عند ربهم يرزقون. صدق الله العظيم